# Sanie (Basse-Silésie)
Pour l’article homonyme, voir Sanie (Łódź).
Sanie est une localité polonaise de la gmina de Żmigród, située dans le powiat de Trzebnica en voïvodie de Basse-Silésie.